# Bourse des valeurs de Milan

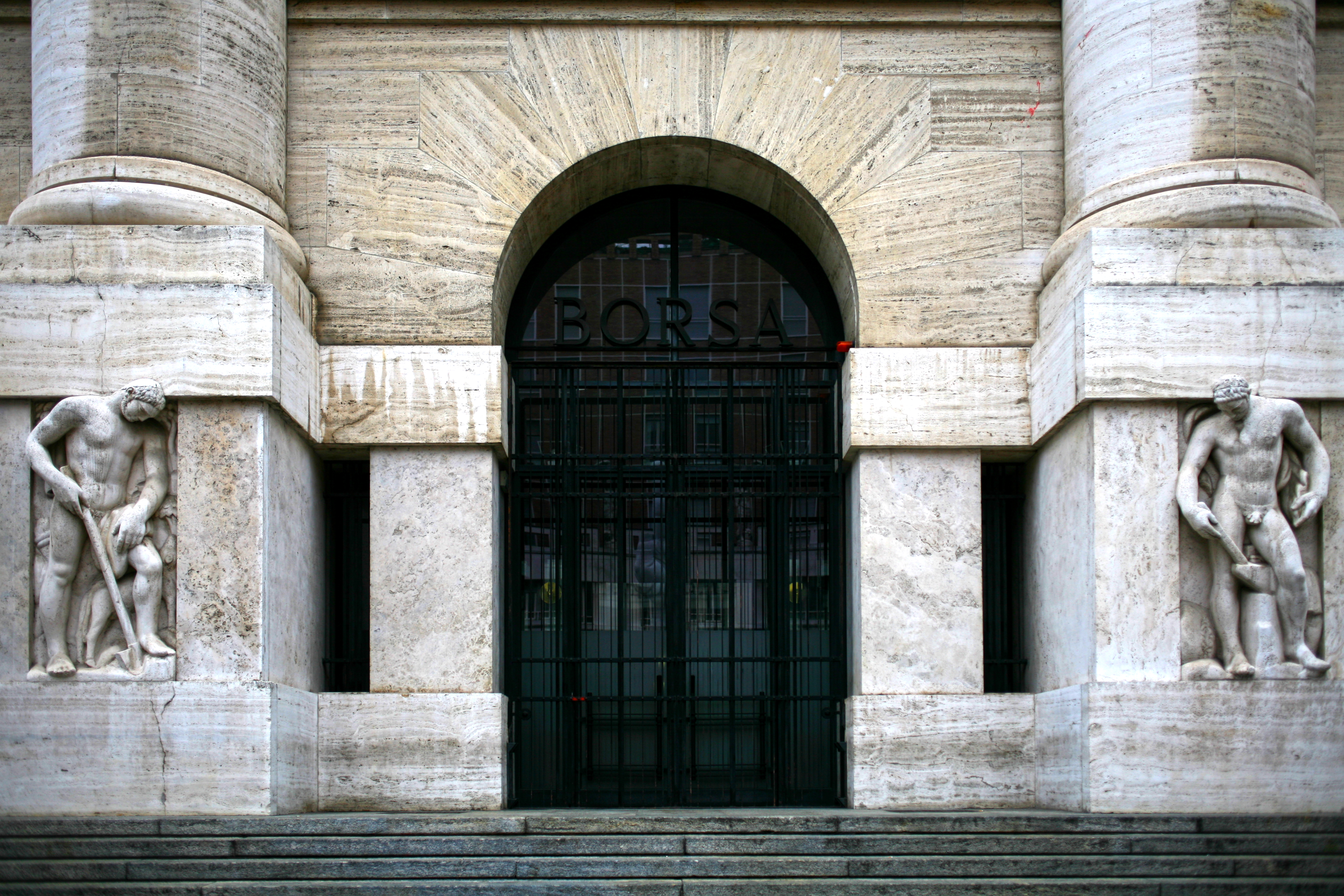
Entrée de l'ancien bâtiment de la Bourse de Milan..

La Bourse de Milan est un des anciens marchés officiels des actions en Italie. Fondée en 1808 par les Français dans le Palazzo dei Giureconsulti, c'est la quatrième bourse d'Italie par ordre chronologique, après celle de Venise (fondée en 1630), celle de Trieste (en 1775) et la Bourse de Milan en 1802. En 1997, toutes les bourses italiennes ont été réunies en un organisme unique, la Bourse d'Italie.

## Histoire
La Bourse de Milan est née avec une identité originale, à mi-chemin entre l'intérêt des banquiers locaux d'avoir un lieu de réunion et le désir des Français d'avoir un marché aussi large et organique que possible où placer les émissions des dettes publiques en concurrence avec le marché boursier de Londres.

### L'Occupation française
La Borsa di commercio di Milano (Bourse de Milan) a été créée par Eugène de Beauharnais, vice-roi du royaume napoléonien d'Italie, par des décrets du 16 janvier et du 6 février 1808, qui nomment 15 marchands aux postes officiels de courtiers et définissent la régulation du marché. C'est en effet l'époque de l'introduction en Italie des lois françaises: le Code de Commerce français fut mis en vigueur dès 1808 dans le royaume d'Italie.
Les locaux de Monte di Pietà, utilisés pour les réunions boursières, se sont rapidement avérés insuffisants: à partir de novembre 1809, la Bourse fut transférée au palais des jurisconsultes dans quelques pièces du rez-de-chaussée, vendues non sans résistance par la cour d'appel.
Le premier "maire de la Bourse" était Carlo Ciani, un banquier professionnel.
La Chambre de commerce conserva les fonctions qui lui étaient assignées par les décrets fondateurs de 1808, tandis que les nouvelles règles sur l'élection directe des courtiers en valeurs mobilières des médiateurs sont restés inapplicables: les nominations ont continué à être effectuées par la Chambre de Commerce.

### La Restauration autrichienne
À la restauration autrichienne, l'établissement de la Bourse fut confirmé par un décret impérial de mai 1816, mais dans la première décennie, le fonctionnement du marché milanais connut une période de faible activité, si bien qu'en 1825 la Congrégation municipale demanda les locaux du Palazzo Giureconsulti à l'usage de l'école primaire de Piazza Mercanti.
En 1832, le périodique «Le thermomètre marchand et industriel» publiait les cotations de quatre titres de dette publique actuellement négociés à la Bourse de Milan; en 1841, les titres publics trouvés dans le "Bulletin de l'écho boursier", la feuille utilisée par la Chambre de Commerce pour publier les cours officiels, s'élevaient à sept. 

### Les chemins de fer et l'unification italienne
En 1858, à côté de huit titres de créance publics, la première action était cotée, celle de la Compagnie des chemins de fer de Lombardie-Vénétie. Le Palazzo dei Giureconsulti est dans les années 1850 plus que la bourse, c'est aussi le siège d'une compagnie de télégraphe et le siège de la banque "Popolare di Milano". 
L'unification politique de la péninsule italienne, au cours des années 1860, impliquait un engagement financier important pour le nouveau gouvernement, confrontée à la question de dette publique, devenue plus massive et à côté de ces titres de dette publique apparurent ceux des premières compagnies de chemin de fer et de nombreuses banques. Malgré cela, le nouveau Code commercial de 1865, dicté par l'insuffisance du cadre réglementaire, essentiellement inchangé par rapport aux décrets napoléoniennes, n'a pas débouché sur une législation spécifique sur les bourses, qui sera elle approuvée uniquement en 1913, avec des règles sur les procédures de cotation des titres et d'enregistrement des prix, les prérogatives des courtiers et leurs modalités de fonctionnement. 
En ce qui concerne les courtiers, il a été établi qu'ils ne pouvaient agir que pour le compte des clients ils n'ont pas obtenu que soit reconnu la concentration sur la bourse de Milan de toutes les échanges boursiers. 
Comme en Allemagne, les Bourses italiennes connaissent une croissance forte entre 1870 et 1873
, mais sans connaitre le renversement de rôles qui permet à Berlin de devenir la première bourse allemande en 1871, après avoir été dominée pendant tout le siècle par Francfort et surtout Hambourg. À partir de 1880, un cadre fiscal et réglementaire contraignant n'empêche pas la Bourse de Berlin d'afficher de bonnes performances. L'activité boursière se révèle alors plutôt moins risquée qu'ailleurs pour les épargnants. Après la crise de la Banque Barings au début des années 1990, la loi boursière allemande interdit les opérations à terme en 1896. La fiscalité est encore durcie, ce qui amène à comprimer les tarifs de courtage, et favorise les grandes banques capables de réaliser des transactions entre leurs clients, sans passer par la Bourse, même si ce dispositif est démonté en 1908. 
En 1873, les actions de 25 sociétés sont cotées à Milan, dont les deux tiers de banques, contre seulement deux au cours des années 1860. C'est le deuxième bourse italienne, derrière Gênes, avec 1,5 milliard de lires échangées sur l'année, contre 3 milliards pour Gênes, mais devant Turin, Florence, Rome, et Naples. Des Bourses plus petites, de taille semblable entre elles, ont été installées dans plusieurs autres villes italiennes: Cuneo, Chieti, et Messine. Elles tendent à se spécialiser sur un secteur d'activités ou un autre. 
La limitation de la négociation à des titres cotés en bourse a cependant permis de circonscrire, à Milan comme ailleurs, certains des problèmes affectant les principales places boursières. A Milan, le mécontentement des courtiers s'est développé tout au long du dernier quart de siècle et dominé les réunions des courtiers officiels, consacrée à l'intermédiation non autorisée,. 
Sept titres représentent les deux-tiers des cours échangés en 1888 à Milan et douze n'ont aucun cours disponible. La crise du Banca  Generale et du Credito Mobiliare commence en 1889 et les cours chutent de 80 % entre 1991 et 1994. Comme en Allemagne, le rebond des cours a lieu en 1894 et en 1896 le gouvernement italien pratique une relance budgétaire de l'économie en augmentant les emprunts publics, mais les banques ont vendu des participations, pour se recapitaliser, et la Bourse est encore plus concentrée sur un nombre réduit de valeurs.
La Bourse des valeurs de Gênes et la Bourse des valeurs de Turin se sont équipées du télégraphe après cette crise, avant Milan, mais cette dernière s'est ensuite placée au centre du réseau, par le biais d'un immense lobbying. Cet avantage télégraphique a fait qu'il fallait passer par Milan pour échanger des télégraphes entre les bourses de Gênes, Turin et Rome. Par ailleurs, Milan a été beaucoup plus strict que Gênes sur la réglementation, en particulier pour les critères permettant d'être courtier sur son marché. En 1906, il n'y a que 160 courtiers à Milan contre environ 1200 à Gênes, qui a contourné régulièrement les tentatives de réglementer le nombre de courtiers et placé le sujet sous l'autorité de la puissante chambre de commerce locale. La criée ne devient obligatoire à Gênes qu'en 1912 alors que c'est le cas à Milan depuis 1885.
En Italie, les entreprises manufacturières sont restées longtemps en dehors de la liste de titres cotés en raison de leur petite taille, ce qui a obligé à répondre aux besoins de développement en plus grande partie grâce à l'autofinancement et aux prêts bancaires. Ce n'est qu'au tournant du XXe siècle que la croissance industrielle rapide du pays a également conduit ce secteur à rechercher par des introduction en Bourse, à Milan ou ailleurs, le financement nécessaire. 
Le nombre d'actions cotées à Milan est passé de 23 à 54 entre 1895 et 1900, pour atteindre 160 en 1913, à l'instar de ce qui s'est passé dans d'autres bourses européennes. Entre 1902 et 1905, il double. Transport, textile et banques dominent, l'alimentaire et l'électricité apparaissent puis l'automobile. Les actions passent de 15 % à 23 % du total des échanges. Banca Commerciale et Credito Italiano ont causé le boom du marché boursier. Les deux banques ont aidé beaucoup d'entrepreneurs à augmenter leur capital pour leurs projets.
La période de mars 1906 fut Italie celle des plus grandes spéculations sur les voitures à moteur, particulièrement sur la Bourse des valeurs de Turin , mais également à Milan et Gênes, car les courtiers offrent les actions sur chaque place. Très inquiètes de ces spéculations, la Bourse des valeurs de Milan interdit les transactions à crédit pour tous ces membres sur toutes les actions le 29 mars. Mais d'autres actions automobiles font leur apparition, le même jour, sur la Bourse des valeurs de Turin, alors que l'Italie a une trentaine de constructeurs automobiles à cette époque.
La crise de 1907 a stimulé une intervention réglementaire par le gouvernement. Après des années de débats, en 1913 une nouvelle loi a interdit aux banques de négocier les actions d'entreprises inscrites sur les Bourses. L'Angleterre et la France ont suivi l'Italie sur cette voie.

### L'Entre Deux-Guerres
En 1925, les agents de change reçurent le statut d'agent public et, en 1932, leur syndicat changea de nom pour devenir le comité directeur des agents de change. Avec les années 1920 du XXe siècle, en raison de l'intensification de l'activité, le bâtiment de Palazzo Broggi a commencé à se révéler insuffisant. En 1928, l'architecte Paolo Mezzanotte fut chargé de concevoir un nouveau siège. Il a été inauguré quatre ans plus tard dans une nouvelle place complètement remodelée appelée Piazza degli Affari. Les technologies les plus modernes de l'époque ont été installées (cabines téléphoniques, tableau de bord mécanique).
Dans les années entre les deux guerres mondiales, les marchés boursiers italiens et internationaux ont subi de fortes fluctuations avec des phases d'euphorie haussière et de chutes spectaculaires. À la fin de la Première Guerre mondiale, il y eut une forte reprise des cours et des volumes échangés qui dura jusqu'à la crise de 1929. Au début des années 1930, l'intervention de l'État dans le sauvetage du système de crédit a conduit à l'annulation des titres bancaires de la liste, qui n'ont réapparu qu'en 1956 avec l'inscription de Mediobanca. 

### La Seconde Guerre Mondiale
Dans la seconde moitié de la décennie des années 1930, les besoins financiers du régime dus aux dépenses militaires ont drainé beaucoup de ressources du marché boursier. L'entrée dans la guerre et l'état d'urgence ont conduit à la nomination obligatoire d'actions. De 1942 à 1945, le marché boursier a continué à fonctionner considérablement réduit, même sous les bombardements.

### Le Miracle italien de l'après-guerre
Au cours de l'activité frénétique des années 1950 le travail de «backoffice» continue à se faire avec des systèmes artisanaux, non plus en phase avec les volumes enregistrés. Grâce à l'échange de travailleurs intérimaires entre les contreparties et la vérification des contrats exécutés dans la journée parfois tard dans la nuit, l'enregistrement des prix effectués et la rédaction des listes officielles ont été effectués à la main ce qui a pris beaucoup de temps. 

### Les années 1960 et la nationalisation de l'électricité
Dans les années 1960, La nationalisation de l'industrie de l'électricité a entraîné l'annulation de certains des titres les plus négociés de la liste; d'autres ont été affectés par des processus de concentration financière, tels que la fusion Edison-Montecatini en 1966.
Au début des années 1960, un consortium d'agents d'échange milanais a créé le Centro Meccanografico, qui était équipé de structures informatiques de pointe, puis a pris le nom de Ceb, le Borsa Electronic Center. Au cours des années 1960 et 1970, tous les courtiers ont rejoint le consortium, qui a fonctionné selon les directives fournies par le comité de direction des courtiers en valeurs mobilières. 

### Les années 1970 et le ralentissement du marché des actions
Au début des années 1970, le marché boursier a presque complètement perdu sa fonction de financement de la croissance industrielle. L'épargne a été de plus en plus détournée vers l'emprunt publique, soutenus par des taux d'intérêt élevés et l'activité sur les actions a été réduite à des passages de paquets de contrôle et à des transactions de nature purement spéculative. 
Dans ce contexte, pour remédier à la crise de la transparence du marché, la loi du 7 juillet 1974 a introduit les premières obligations d'information pour les sociétés cotées et a mis en place un nouvel organe de contrôle des transactions et de la publication d'information par les sociétés faisant un appel public à l'épargne: la Commission nationale des sociétés et la Bourse (Consob).

### La bulle des années 1980 et la dispersion des marchés italiens
Entre le début 1985 et le printemps 1986, l'indice italien est multiplié par 4,5 avant de retomber et de ne plus retrouver ces niveaux avant les années 2000. Entre-temps, la loi du 4 juin 1985, après plus de dix années d'hésitations et de paralysie, renforça le rôle de la Consob dans la régulation du marché boursier: elle obtient la «personnalité de droit public» et la pleine autonomie du gouvernement en tant qu'autorité indépendante. Les trois-quarts de la capitalisation sont cependant représentés par cinq groupes familiaux, les 23 sociétés de la Famille Agnelli pesant à elles seules 20 % de la Bourse. Jusqu'en 1997, le système boursier italien a fonctionné aussi avec d'autres bourses plus petites,  à Trieste, Florence, Venise, Turin, Rome, Palerme, Gênes, Bologne, et Naples. En 1997, toutes les bourses italiennes ont été réunies en un organisme unique, la Bourse d'Italie.